# 월드 챔피언십 시리즈
월드 챔피언십 시리즈(World Championship Series, 약칭 WCS)는 블리자드 엔터테인먼트가 주최하는 스타크래프트 II, 월드 오브 워크래프트 대회이다.

## 대회 목록

### 2012년
- 2012 스타크래프트 II 월드 챔피언십 시리즈

### 2013년
| 분기   | 한국                                      | 유럽                   | 미주                     |
| 시즌 1 | 2013 WCS 코리아 시즌 1 망고식스 GSL       | 2013 WCS 시즌 1 유럽   | 2013 WCS 시즌 1 아메리카 |
| 시즌 1 | 2013 WCS TG삼보-인텔 시즌 1 파이널        |                        |                          |
| 시즌 2 | 2013 WCS 코리아 시즌 2 옥션 올킬 스타리그 | 2013 WCS 시즌 2 유럽   | 2013 WCS 시즌 2 아메리카 |
| 시즌 2 | 2013 WCS 시즌 2 파이널                    |                        |                          |
| 시즌 3 | 2013 WCS 코리아 시즌 3 조군샵 GSL         | 2013 WCS 시즌 3 유럽   | 2013 WCS 시즌 3 아메리카 |
| 시즌 3 | 2013 WCS 시즌 3 파이널                    |                        |                          |
| 결산   | 2013 WCS 글로벌 파이널                    | 2013 WCS 글로벌 파이널 | 2013 WCS 글로벌 파이널   |

### 2014년
WCS 코리아가 GSL로 일원화되고, 명칭 또한 WCS 코리아를 사용하지 않고 GSL로 완전히 변경하였다. 지역 구분 또한 한국 지역이 아닌 GSL 디비전으로 구분한다.
| 분기   | GSL                    | 유럽                   | 미주                     |
| 시즌 1 | 2014 핫식스 GSL 시즌 1 | 2014 WCS 시즌 1 유럽   | 2014 WCS 시즌 1 아메리카 |
| 시즌 2 | 2014 핫식스 GSL 시즌 2 | 2014 WCS 시즌 2 유럽   | 2014 WCS 시즌 2 아메리카 |
| 시즌 3 | 2014 핫식스 GSL 시즌 3 | 2014 WCS 시즌 3 유럽   | 2014 WCS 시즌 3 아메리카 |
| 결산   | 2014 WCS 글로벌 파이널 | 2014 WCS 글로벌 파이널 | 2014 WCS 글로벌 파이널   |

### 2015년
WCS 유럽과 아메리카가 통합되어 1개의 강화된 지역별 예선을 토대로 한 프리미어 리그로 운영되고, 스타크래프트 II 스타리그(SSL)가 신설되어 기존의 GSL과 함께 두 개의 글로벌 프리미어 리그가 운영된다.
| 분기   | 글로벌                 | 글로벌                 | 통합 WCS               |
| 시즌 1 | 2015 GSL 시즌 1        | 네이버 스타리그 시즌 1 | 2015 WCS 시즌 1        |
| 시즌 2 | 2015 스베누 GSL 시즌 2 | 스베누 스타리그 시즌 2 | 2015 WCS 시즌 2        |
| 시즌 3 | 2015 핫식스 GSL 시즌 3 | 스베누 스타리그 시즌 3 | 2015 WCS 시즌 3        |
| 결산   | 2015 WCS 글로벌 파이널 | 2015 WCS 글로벌 파이널 | 2015 WCS 글로벌 파이널 |

### 2016년
블리자드의 대회 거주 제한이 강화, WCS 코리아와 WCS Circuit의 대회 지역을 확실히 구분하고 전 지역 통합 상위 16인이 아닌 각 지역의 상위 8명이 글로벌 파이널에 출전한다.
| 지역   | WCS 코리아                  | WCS 코리아               | WCS 코리아                      | WCS Circuit                   |
| 리그   | 글로벌 스타크래프트 II 리그 | 스타크래프트 II 스타리그 | WCS 크로스 파이널               | WCS Circuit 챔피언쉽          |
| 시즌 1 | 2016 핫식스 GSL 시즌 1      | 스타리그 시즌 1          | WCS 코리아 시즌 1 크로스 파이널 | WCS 2016 윈터 서킷 챔피언쉽   |
| 시즌 2 | 2016 GSL 시즌 2             | 스타리그 시즌 2          | WCS 코리아 시즌 2 크로스 파이널 | WCS 2016 스프링 서킷 챔피언쉽 |
| 시즌 3 |                             |                          |                                 | WCS 2016 섬머 서킷 챔피언쉽   |
| 결산   | 2016 WCS 글로벌 파이널      | 2016 WCS 글로벌 파이널   | 2016 WCS 글로벌 파이널          | 2016 WCS 글로벌 파이널        |